# Konradin
Konradin (italienska: Corradino di Svevia), född 25 mars 1252 i Wolfstein vid Landshut, Bayern, död 29 oktober 1268 i Neapel, var kung av Jerusalem och Sicilien, hertig av Schwaben, den siste hohenstaufern (frånsett kejsar Fredrik II:s son Enzio, d. 1272).

## Biografi
Konradin hette egentligen Konrad och var son till kung Konrad IV av Tyskland och Sicilien (död 1254) och Elisabet av Bayern, dotter till Otto II av Bayern. Då hans fars halvbror, Manfred, som tagit kungariket Sicilien i besittning, stupat i slaget vid Benevento, 1266, och hans motståndare Karl I av Anjou av påven krönts som kung av Sicilien, drog Konradin med en här och sin vän Fredrik av Baden hösten 1267 över Alperna. Fastän bannlyst av påvarna Innocentius IV och Alexander IV och övergiven av flera anhängare vann han på sin sida övre Italiens städer och mottogs i Rom under jubel, men blev på grund av sin oförsiktighet slagen av Karl av Anjou vid Tagliacozzo eller Scurcola i Abruzzo den 23 augusti 1268. Konradin flydde, men greps i början av september samma år jämte Fredrik I av Baden-Baden, varpå båda avrättades.
Sin handske sände Konradin till Peter III av Aragonien, närmaste arvtagaren till hans anspråk på Siciliens krona, som också 1282 kom i besittning av Sicilien, sedan den så kallade sicilianska aftonsången samma år gjort slut på fransmännens välde.
Konradin som enligt krönikan var vacker som Absalom, ligger begraven i Neapel i klosterkyrkan Santa Maria del Carmine, där hans av Bertel Thorvaldsen modellerade marmorstaty uppställdes 1847, genom Maximilian II:s försorg.
Hans sorgliga öde har lämnat stoff till flera dramatiska arbeten. På 1300-talet återfanns Codex Manesse, en samling tyska dikter, i Heidelberg, i vilken två dikter tillskrivs Konradin. Karl Ristikivis bok Põlev lipp handlar om Konradins öde.